# 河北省
河北省，简称冀，是中华人民共和国华北地区的一个省份，东临渤海，西接山西省，北方与辽宁省和内蒙古自治区毗连，南邻河南省与山东省。在地理上包围北京和天津两个直辖市，是中国首都北京通往外地的门户要道，是以首都为核心的京津冀城市群的重要组成部分，省会是石家庄市。河北省拥有京津唐工业基地和京津石高新技术产业带，是环渤海经济圈的核心区域，拥有以石家庄市为中心的石家庄都市圈。
河北是中国较早开拓的地区，春秋战国时期属燕国和赵国，长期处于中原文明的北疆。河北自金朝开始成为京畿要地，元、明、清三朝建都北京，河北均为京畿重地，元朝时期为中书省，明朝时期为北直隶，清朝时为直隶省，1928年更名为河北省。省人民政府駐石家庄市长安区裕华东路113号。
河北省是中国重要的粮棉和果品产区，亦较早产生近代工业，是中国制造业重地，钢铁产量长期位居中国首位，一度造成严重大气污染问题，近年来经治理空气质量明显好转。河北被纳入京津冀协同发展战略，雄安新区成为首个由中共中央、中华人民共和国国务院印发通知成立的国家级新区。
河北省拥有承德避暑山庄及周围寺庙、长城、大运河、清东陵—清西陵共四项五处世界遗产，邯郸、保定、承德、正定和山海关五座国家级历史文化名城，亦是中国唯一兼有高原、山地、丘陵、沙漠、平原、湖泊和海滨的省份。

## 名称
河北省因地处华北平原，黄河下游北岸而名。因省境于《禹貢》为冀州之地，故简称冀。
河北省有“燕赵之地”的别称，是为春秋战国时期辖有河北地域的燕国和赵国的合称。现今河北省承袭于清朝和中华民国北洋政府时期的直隶省，意指直属中央之地，1928年改为河北省，名称沿用至今。

## 历史

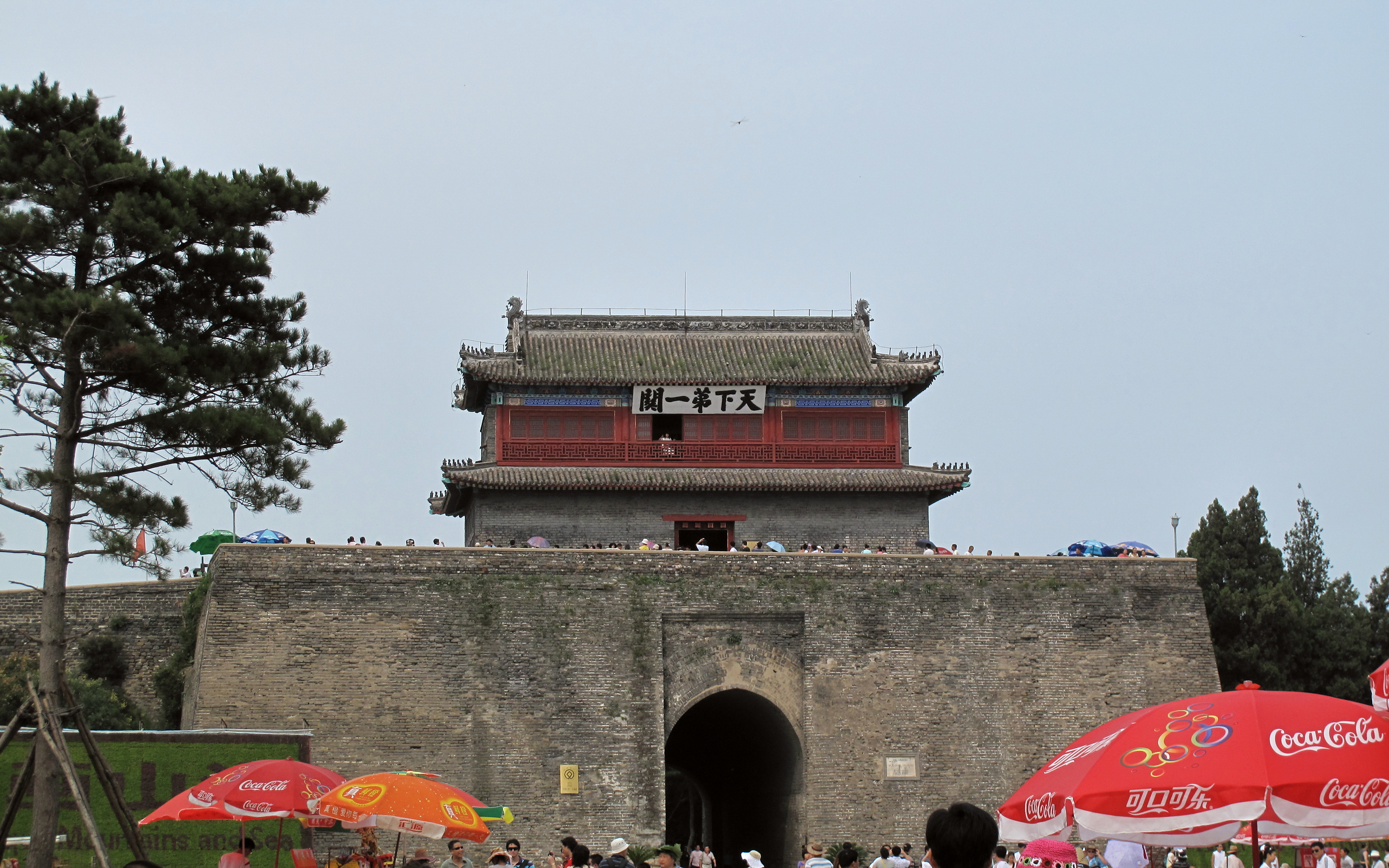
山海关
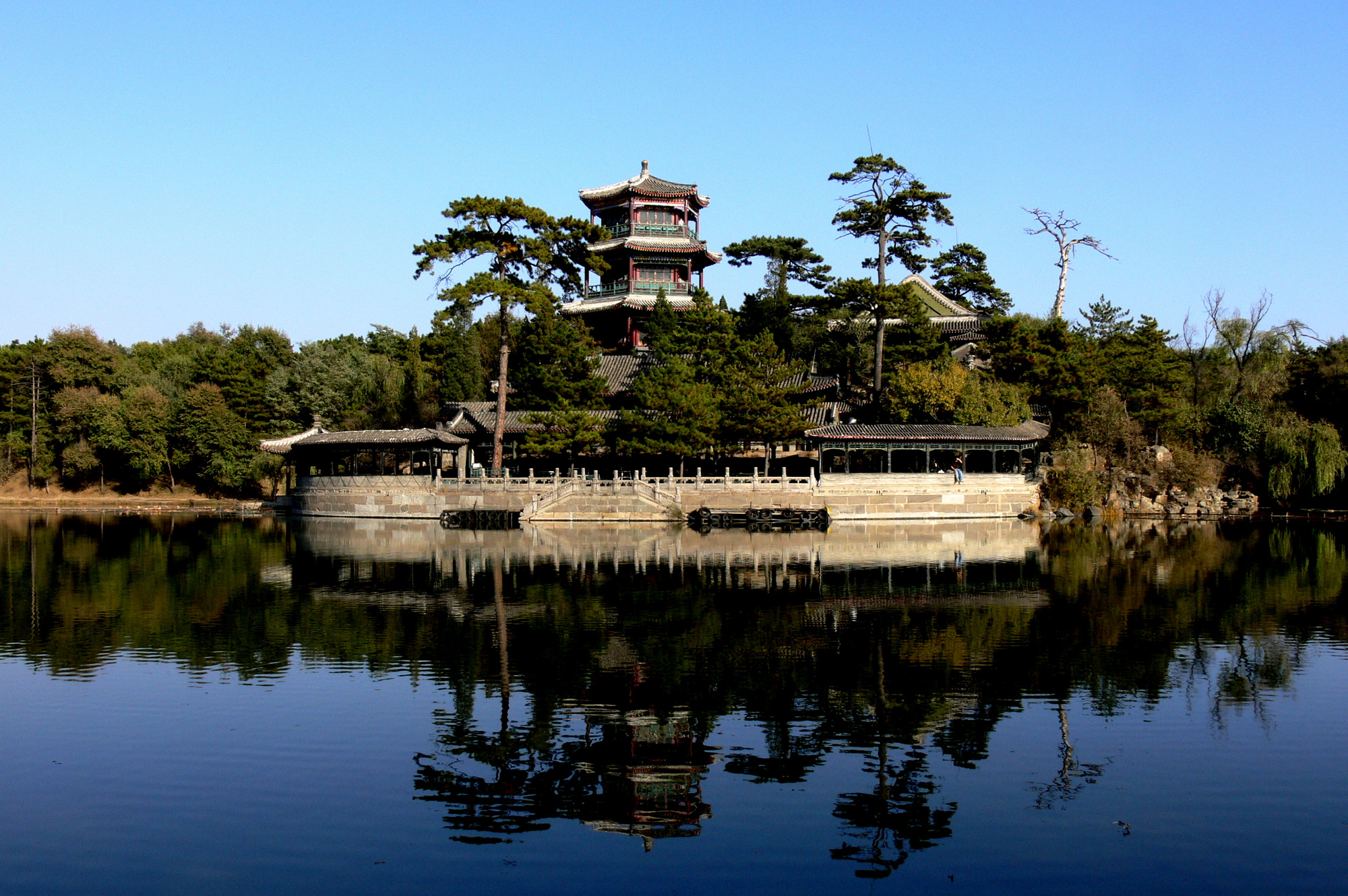
承德避暑山庄小金山
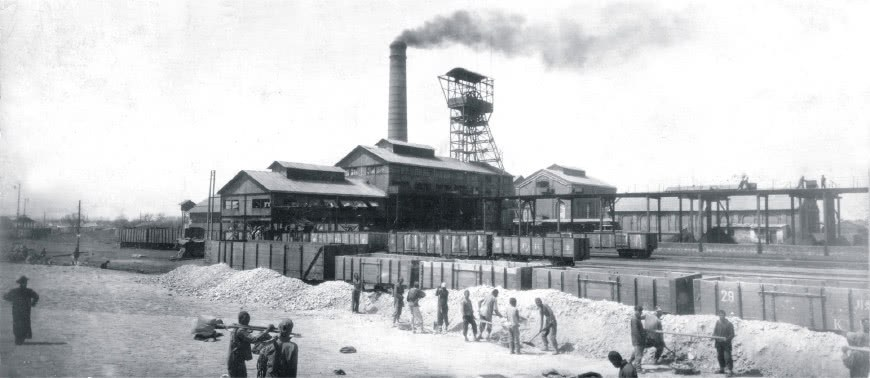
洋务运动开办的开平矿务局唐山矿
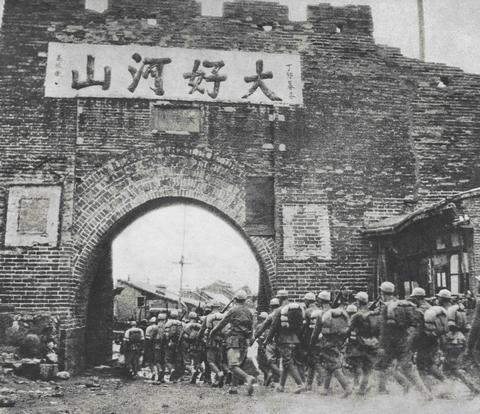
1945年，八路军攻克张家口，图为大境门
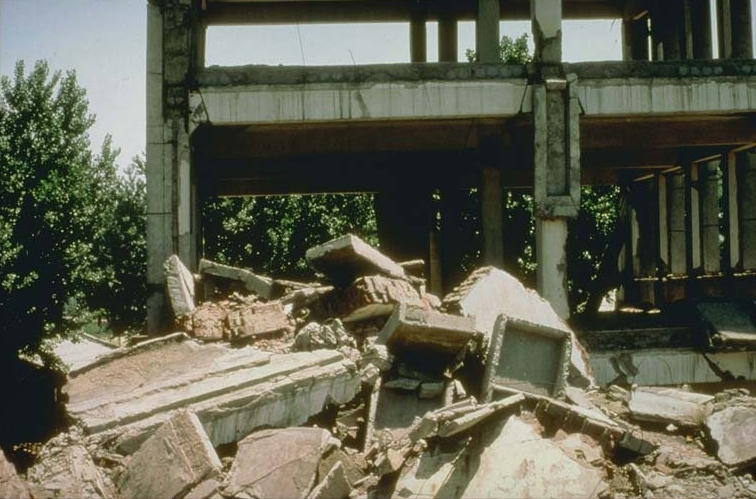
1976年唐山大地震后倒塌的楼房 （原唐山理工大学校内）
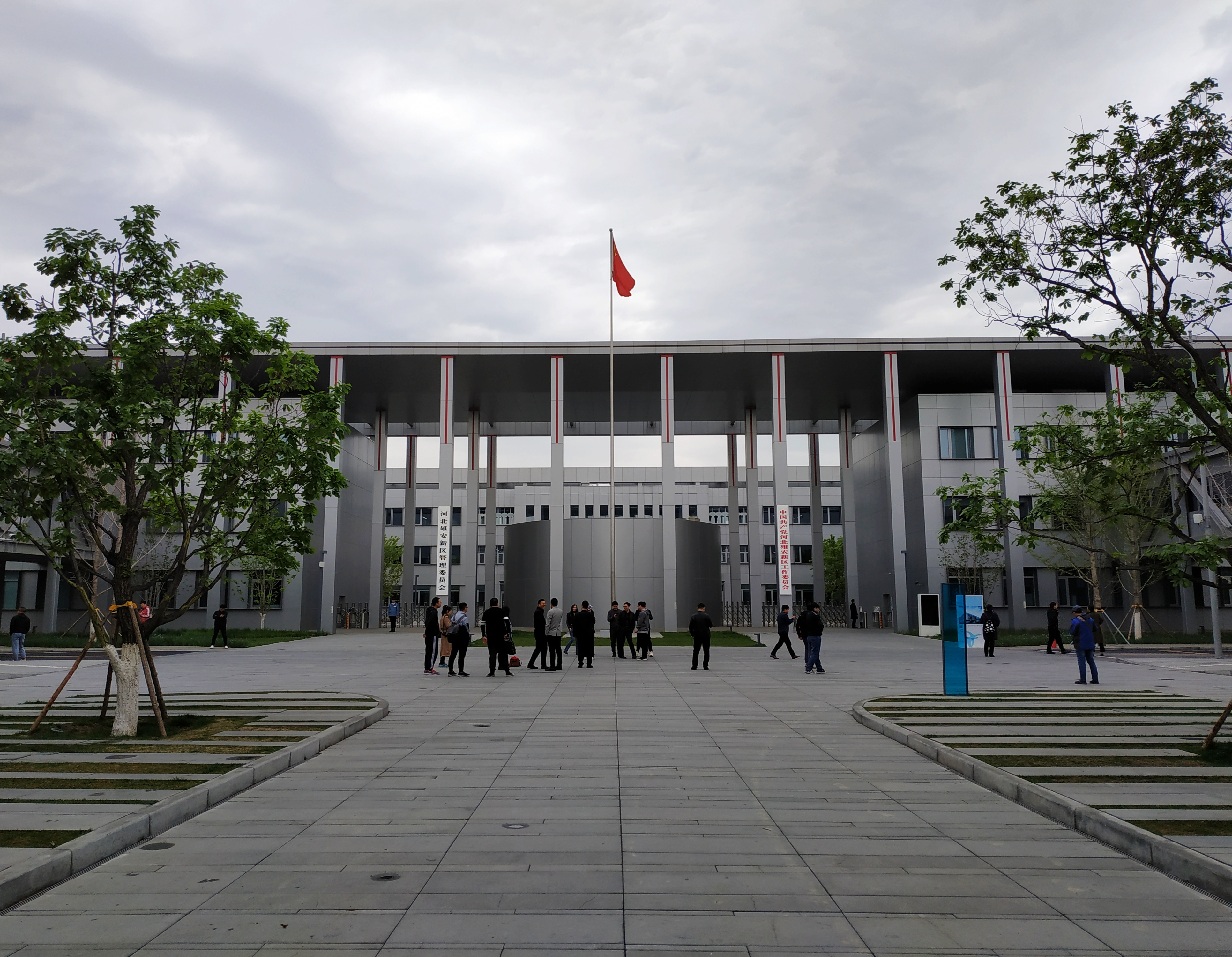
中共雄安新区党委、雄安新区管委会大楼

河北是中国较早开拓的地区，阳原县虎头梁发现旧石器时代遗址，太行山东麓和承德、张家口地区亦分布有磁山文化、仰韶文化、龙山文化等新石器时代遗址，北部山区分布有夏家店文化遗址。
商朝时期，邢台曾为商代国都。西周时期，河北省南部属邢国，北部属燕国。春秋戰國时期河北省北部属于燕国，南部属于中山国、赵国和魏国。当年燕国太子丹送别荆轲去刺秦王就是在燕国国界易水河分别，现在易县的易水旁尚有古蹟荆轲塔。中山国是春秋战国时期一个白狄人的千乘之国，国都位于今平山县三汲乡境内。邯郸、邢台曾是赵国都城，邯郸存有赵武灵王修建的“丛台”，邢台存有赵成侯修建的檀台。临漳县一带的漳河是魏国西门豹修建的最早的水利工程，因为“河伯娶妇”的故事而出名。
铁器出现后，农垦范围扩大，省境南部建成引漳灌邺工程漳水十二渠。南部农业发展逐渐繁荣，人口密集，燕国畜牧业发达，富渔盐枣荔之利，农业获得发展后，带动冶铁、煮盐、制陶等手工业发展，人口增加，出现邯郸、顾（今定州）、武阳（燕下都）、涿、蓟（今北京）等，邯郸和蓟成为知名都会，两城之间形成早期的交通路网。
秦始皇时期这里属于鉅鹿郡、邯郸郡、恒山郡、齐郡、济北郡、上谷郡、代郡、渔阳郡、右北平郡的地域。两汉时在河北设立幽州和冀州，曹魏曹操曾在漳河畔修建“铜雀台”，命其子曹植作名篇《铜雀台赋》。晋时属冀州，五胡十六国和北朝时期先后被后赵、前燕、前秦、后秦、西燕、北燕、南燕、北魏、东魏、北齐、北周统治。
隋朝时属冀州，曾征调河北诸郡上百万民工修建永济渠，引沁水南达于河，北通涿郡。唐代为河北道，这是河北作为正式行政区域的开始。手工业一度兴盛，定州成为北方丝织品中心，邢台内丘可产出高质白瓷。安禄山曾任范阳节度史，唐天宝末年，就是从这里起兵反唐。北宋时分为河北东路和河北西路。北部属于辽国，是两国经常交战的地方。在世界各地博物馆享有盛名的辽代瓷大罗汉像就是从易县的山洞中被外国人盗走的。磁州冶铁水平颇高，定州窑、磁州窑居宋代八大名窑之列。
金代时属河北东路和河北西路、中都府路，成为京畿重地。元代河北为中央直属的中书省。明代为北直隶，仍属中央直辖。明初时自山西、山东引入大量移民，大量推广棉花种植，河北一带以粮棉为主的生产区逐渐形成。晚明时，徐光启开始将南方的稻向河北沿海移植，开启了中国北方种稻的历史。清代称直隶省。雍正八年起，直隶总督驻保定府（今保定市），现存有当时的直隸總督署，该署为中国仅存的省级署衙，具有极高的文物保存研究价值。清晚期，唐山修建了中国第一条铁路，第一座现代化煤矿。京张铁路是北京通往张家口的铁路，是第一条中国人自己设计施工的铁路，总工程师詹天佑有许多发明被世界各国铁路采用。1928年改名河北省。
中華民國大陸時期被分为察哈尔、热河、河北三省，河北省省会设在清苑（今保定市）。
1949年7月12日，河北省全境解放，中共河北省委在保定成立。7月28日，华北人民政府发布命令重新恢复河北省行政区，成立河北省人民政府。8月1日，河北省人民政府在保定成立。河北省会驻保定。
1952年11月15日，原察哈尔省一部分并入河北省；1955年7月30日，原热河省的一部分并入河北省。省会仍设在保定。1958年，由于天津市的工业发达，省会迁往天津，在此期间天津有大量的工厂企业和高校迁往河北省内。
1966年3月邢台市发生7.2级大地震，共计死亡8064人，受伤38451人，倒塌房屋508万余间。1967年1月天津重新升格为直辖市，省会迁回保定。文化大革命期间保定局势混乱以及石家庄靠近太行山便于备战，战时便于向西撤退，省会于1968年迁到现今石家庄市。随后大量保定的省属单位，如河北医学院、河北省博物馆、河北省图书馆等迁石。
1976年唐山市发生7.8级大地震，共有24.6万人遇难。
2001年3月16日，石家庄发生一起恶性爆炸刑事案件，造成108人死亡，38人受伤。此前凶手靳如超还在云南谋杀1人。事后被广西警方捉获，同年因犯有故意杀人罪、爆炸罪，被石家庄中级法院判处死刑并交付执行。
2017年3月，中共中央、国务院成立雄安新区，是北京非首都功能疏解集中承载地。

## 地理

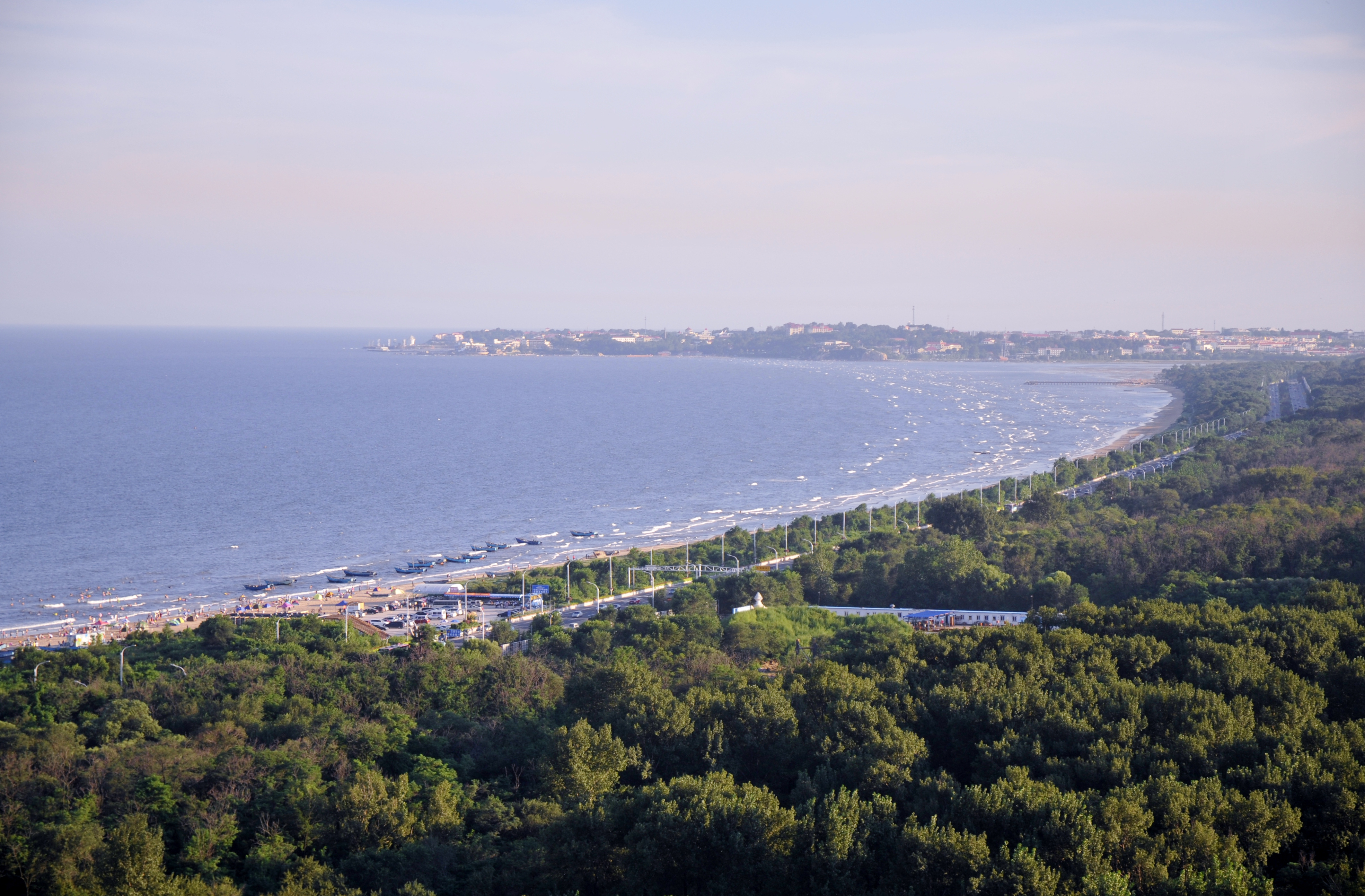
北戴河
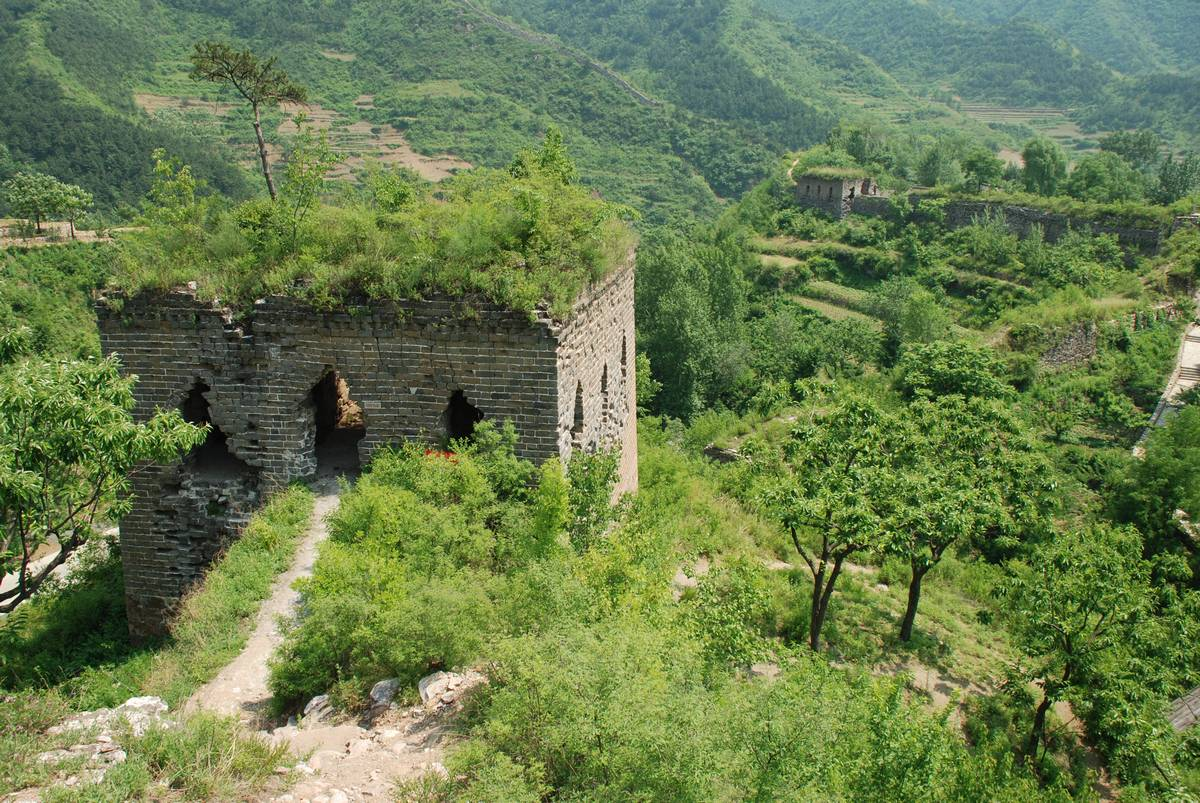
青山关長城
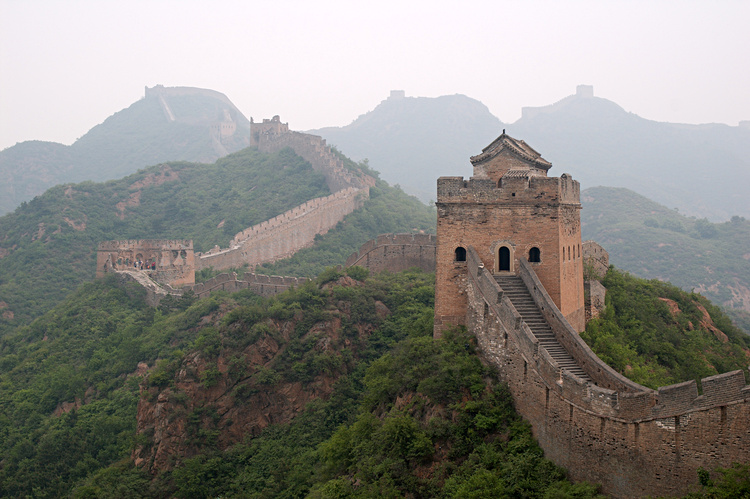
金山岭长城
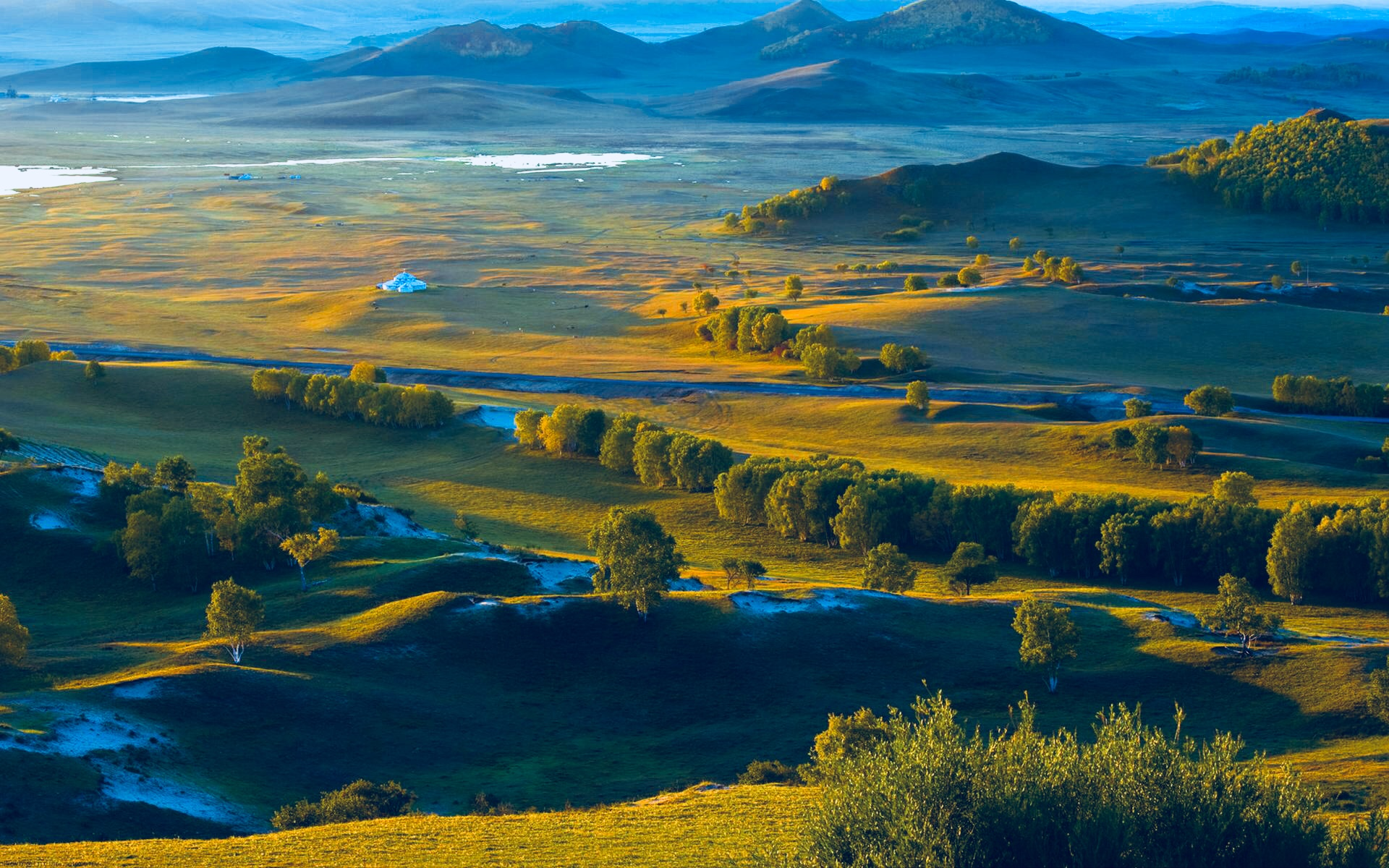
丰宁京北草原
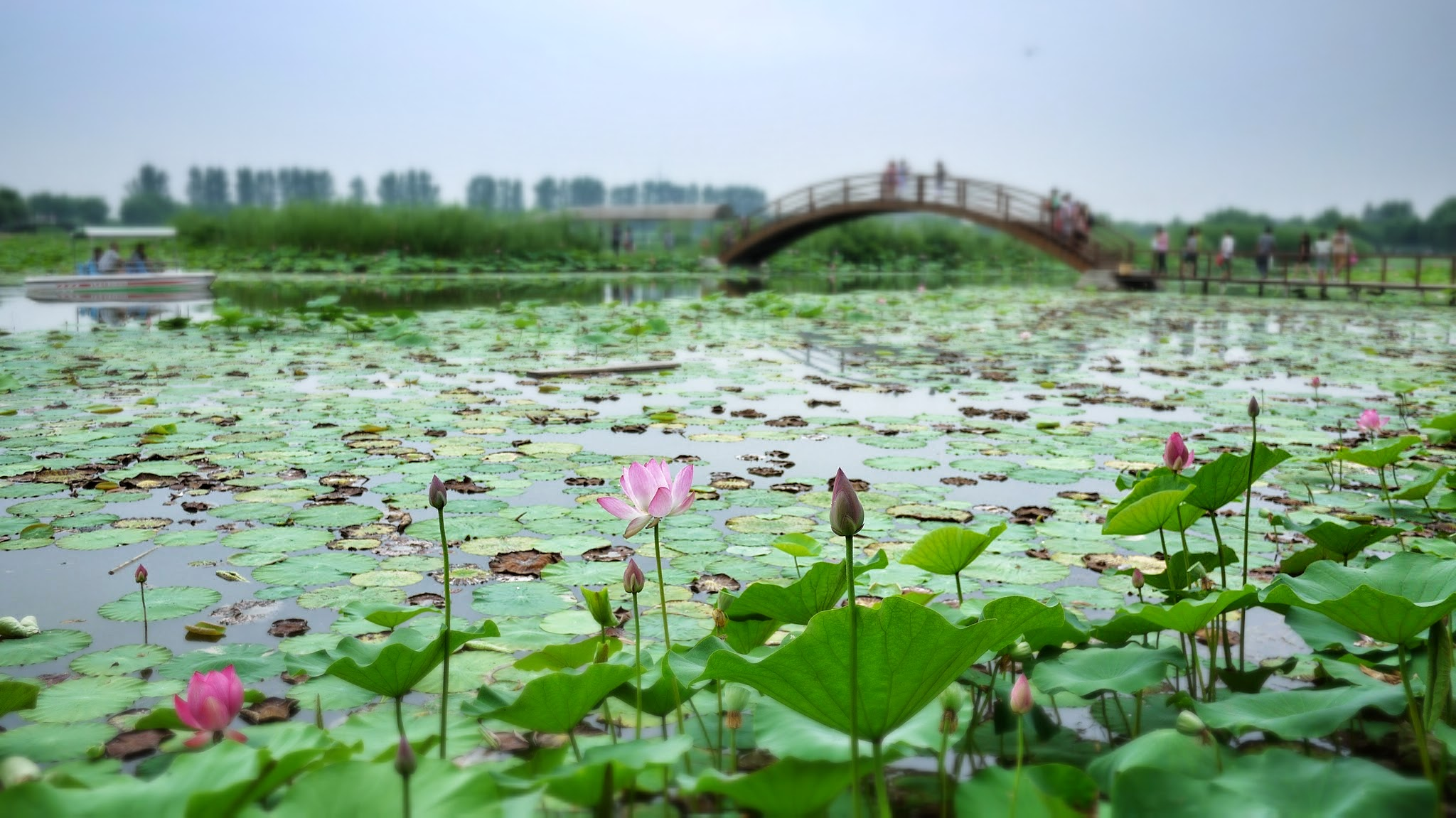
白洋淀
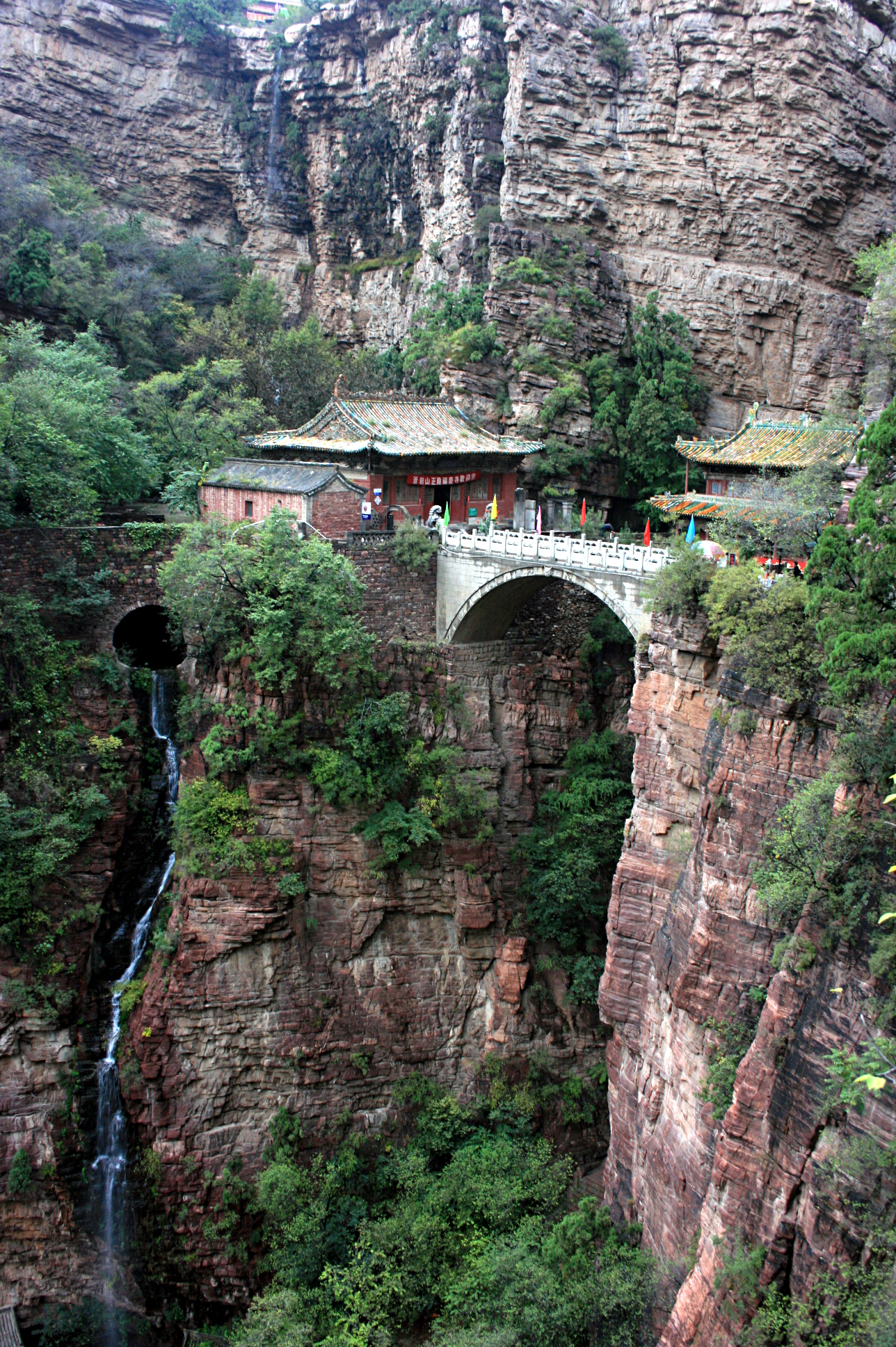
苍岩山

河北省东部是渤海沿海，西部为太行山区，东北部是燕山山脉，西北部是军都山脉，最北部和内蒙高原相接。内蒙高原从下面看像连绵的高山，一上去是一望无边的草原，所以河北人称河北境内的内蒙高原为“坝上”。南部冀中平原是华北大平原的一部分，唐山沿海尚有一片冀东平原。河北省是中国大陆地区唯一兼有高原、山地、丘陵、平原、湖泊和海滨的省份。
全省最高峰是小五台山的主峰东台（海拔2882米），全省面积43%的平原海拔不到100米。
河北省境绝大部分处于海河流域，其支流分布在河北全省，东北部是滦河流域。两条河流大體覆盖河北全境。此外在秦皇岛有洋河、汤河、石河、戴河，在唐山有陡河等几条独立入海的沿海小河，辽河的发源地在承德。
白洋淀是中国干旱的北方沿海最大的淡水湖泊，淀区河汊纵横，基本被芦苇所覆盖，是海河流域最大的湿地。衡水湖是河北省海拔最低点。

### 四至及中心
| 方位 | 地点                             | 坐标                                              |
| ---- | -------------------------------- | ------------------------------------------------- |
| 北   | 承德市围场满族蒙古族自治县新拨镇 | 42°37′04″N 117°46′42″E / 42.61764°N 117.77824°E   |
| 东   | 秦皇岛市山海关区船厂路街道       | 39°57′24″N 119°51′54″E / 39.95670°N 119.86510°E   |
| 南   | 邯郸市魏县张二庄镇               | 36°02′54″N 114°54′53″E / 36.04842°N 114.91461°E   |
| 西   | 邯郸市涉县辽城乡                 | 36°42′38″N 113°27′23″E / 36.71060°N 113.45650°E   |
| 中心 | 廊坊市永清县别古庄镇             | 39°19′59″N 116°39′39″E / 39.333034°N 116.660815°E |

### 气候
河北省处于暖温带半湿润季风气候，四季分明。季节特点是冬季寒冷有雪，夏季炎热多雨；春季多风沙，秋季天高气爽。全省年平均气温在4～13℃之间，一月份-4～2℃，七月份20～27℃，大体西北高东南低，各地的气温年较差、日较差都较大，全年无霜期110～220天。全省年平均降水量分布很不均匀，年变率也很大。一般的年平均降水量在400～800毫米之间。燕山南麓和太行山东侧迎风坡，形成两个多雨区，张北高原偏处内陆，降水一般不足400毫米。夏季降水常以暴雨形式出现，1966年7月29日唐山市遵化降雨327.9毫米，为该省最大日降水量。

## 行政区划
河北省现辖11个地级市，下设49个市辖区、21个县级市、91个县、6个自治县；2254个乡镇（街道、区公所），其中街道310个、镇1325个、乡580个、民族乡38个、区公所1个。
- 地级市：石家庄市、唐山市、秦皇岛市、邯郸市、邢台市、保定市、张家口市、承德市、沧州市、廊坊市、衡水市
- 国家级新区：雄安新区（行政级别为副省级）
- 单列管辖区：华北油田地区（行政级别为正地级）
- 省直管县：辛集市（由石家庄市代管）、定州市（由保定市代管）[23][24][25]

| 河北省行政区划图 | 河北省行政区划图 | 河北省行政区划图 | 河北省行政区划图   | 河北省行政区划图  | 河北省行政区划图    | 河北省行政区划图 | 河北省行政区划图 | 河北省行政区划图 | 河北省行政区划图 | 河北省行政区划图 |
| --- | ---------------- | ---------------- | ------------------ | ----------------- | ------------------- | ---------------- | ---------------- | ---------------- | ---------------- | ---------------- |
| 1 石家庄市 2 唐山市 3 秦皇岛市 4 邯郸市 5 邢台市 6 保定市 7 张家口市 8 承德市 9 沧州市 10 廊坊市 11 衡水市 12 雄安新区 ← 13 华北油田地区 14 辛集市 15 定州市 |                  |                  |                    |                   |                     |                  |                  |                  |                  |                  |
| 区划代码 | 区划名称         | 地图代码         | 汉语拼音           | 面积 （平方公里） | 常住人口 （2020年） | 政府驻地         | 县级行政区划     | 县级行政区划     | 县级行政区划     | 县级行政区划     |
| 区划代码 | 区划名称         | 地图代码         | 汉语拼音           | 面积 （平方公里） | 常住人口 （2020年） | 政府驻地         | 市辖区           | 县级市           | 县               | 自治县           |
| 130000 | 河北省           | /                | Héběi Shěng        | 188,544.71        | 74,610,235          | 石家庄市         | 49               | 21               | 91               | 6                |
| — 地级市 — |                  |                  |                    |                   |                     |                  |                  |                  |                  |                  |
| 130100 | 石家庄市         | 1                | Shíjiāzhuāng Shì   | 14,060.14         | 11,235,086          | 长安区           | 8                | 3                | 11               |                  |
| 130200 | 唐山市           | 2                | Tángshān Shì       | 14,151.46         | 7,717,983           | 路北区           | 7                | 3                | 4                |                  |
| 130300 | 秦皇岛市         | 3                | Qínhuángdǎo Shì    | 7,802.93          | 3,136,879           | 海港区           | 4                |                  | 2                | 1                |
| 130400 | 邯郸市           | 4                | Hándān Shì         | 12,065.47         | 9,413,990           | 丛台区           | 6                | 1                | 11               |                  |
| 130500 | 邢台市           | 5                | Xíngtái Shì        | 12,433.26         | 7,111,106           | 襄都区           | 4                | 2                | 12               |                  |
| 130600 | 保定市           | 6                | Bǎodìng Shì        | 22,184.95         | 11,437,217          | 竞秀区           | 5                | 4                | 15               |                  |
| 130700 | 张家口市         | 7                | Zhāngjiākǒu Shì    | 36,796.53         | 4,118,908           | 桥西区           | 6                |                  | 10               |                  |
| 130800 | 承德市           | 8                | Chéngdé Shì        | 39,489.53         | 3,354,444           | 双桥区           | 3                | 1                | 4                | 3                |
| 130900 | 沧州市           | 9                | Cāngzhōu Shì       | 14,304.27         | 7,300,783           | 运河区           | 2                | 4                | 9                | 1                |
| 131000 | 廊坊市           | 10               | Lángfāng Shì       | 6,419.38          | 5,464,087           | 广阳区           | 2                | 2                | 5                | 1                |
| 131100 | 衡水市           | 11               | Héngshuǐ Shì       | 8,836.78          | 4,212,933           | 桃城区           | 2                | 1                | 8                |                  |
| — 国家级新区 — |                  |                  |                    |                   |                     |                  |                  |                  |                  |                  |
| 139900 | 雄安新区         | 12               | Xióng ān Xīnqū     | 1576.60           | 1,205,440           | 容城县           | /                | /                | 3                | /                |
| — 单列管辖区（直属机关本部） — |                  |                  |                    |                   |                     |                  |                  |                  |                  |                  |
| 132903 | 华北油田地区     | 13               | Huáběiyóutián Dìqū | 367               | 126,586             | 会战道中段       | /                | /                | /                | /                |
| — 省直管縣級市 — |                  |                  |                    |                   |                     |                  |                  |                  |                  |                  |
| 130181 | 辛集市           | 14               | Xīnjí Shì          | 951               | 594,628             | 辛集镇           | /                | /                | /                | /                |
| 130682 | 定州市           | 15               | Dìngzhōu Shì       | 1,274             | 1,095,986           | 南城区街道       | /                | /                | /                | /                |

## 人口
截至2022年末，河北省常住总人口7420万人，比上年末减少28万人。其中，城镇常住人口4575万人，比上年末增加21万人；占总人口比重（常住人口城镇化率）为61.65%，比上年末提高0.51个百分点。出生人口45.3万人，人口出生率为6.09‰；死亡人口58.0万人，人口死亡率为7.80‰；人口自然增长率为-1.71‰，比上年下降1.28个千分点。
截止到2017年末，河北省总人口为7520万。

### 民族
| 河北民族分布（2010） | 河北民族分布（2010） | 河北民族分布（2010） |
| 民族                 | 人口數               | 百分比               |
| -------------------- | -------------------- | -------------------- |
| 汉族                 | 68,861,333           | 95.83%               |
| 满族                 | 2,169,311            | 3.02%                |
| 回族                 | 570,170              | 0.79%                |
| 蒙古族               | 180,849              | 0.25%                |
| 壮族                 | 17,295               | 0.02%                |

据2016年统计，河北省少数民族共有357万人，占全省总人口的4.8%，少数民族人口排名中国第9位。官方认定的世居少数民族为满族、蒙古族、回族、朝鲜族四个。相对聚居区有孟村、大厂、青龙、丰宁、宽城、围场6个自治县，滦平、平泉、隆化三个民族县。还有54个民族乡。
河北省满族人口约230万人，排名中国第二，主要聚居于承德市、秦皇岛市、遵化市、易县。蒙古族约有21万人，排名中国第四，包括世居河北的喀喇沁部和察哈尔部、乾隆年间由新疆迁居承德的厄鲁特蒙古达什达瓦部、围场驻防八旗蒙古、其他地点的驻防八旗蒙古人。回族约70万人，居中国第七位。朝鲜族约1.6万人，系由朝鲜半岛经中国东北移居河北省。

## 宗教
河北宗教
河北的主要宗教是中國民間信仰，道教和佛教。根據2007年和2009年進行的調查，河北有5.52％的人口有祖先崇拜，3.05％的人口是基督徒，宗派主要屬於為天主教會，是中華人民共和國天主教信徒最集中的省份，全省天主教信徒近100萬人。報告沒有提供其他宗教的數字；90.61％的人口無宗教或信奉中國民間信仰，道教，佛教，儒教，中國秘密宗教和伊斯蘭教。理教為源於河北的中國新興宗教。根據政府統計，2003年有350000名新教基督徒和580000名穆斯林。根據另一項調查，截至2010年，穆斯林占河北人口的0.82％。

## 政治

### 地方首长
| 机构     | · 中国共产党 · 河北省委员会 · 书记 | 河北省人民代表大会 常务委员会 主任 | 河北省人民政府 省长  | · 中国人民政治协商会议 · 河北省委员会 · 主席 |
| -------- | ---------------------------------- | ---------------------------------- | -------------------- | -------------------------------------------- |
| 姓名     | 倪岳峰                             | 倪岳峰                             | 王正谱               | 张国华                                       |
| 民族     | 汉族                               | 汉族                               | 汉族                 | 汉族                                         |
| 籍贯     | 安徽省岳西县                       | 安徽省岳西县                       | 山东省烟台市         | 江苏省吴江区                                 |
| 出生日期 | 1964年9月（60歲）                  | 1964年9月（60歲）                  | 1963年8月（61—62歲） | 1964年11月（60歲）                           |
| 就任日期 | 2022年4月22日                      | 2023年1月15日                      | 2021年10月21日       | 2024年1月23日                                |

### 省会

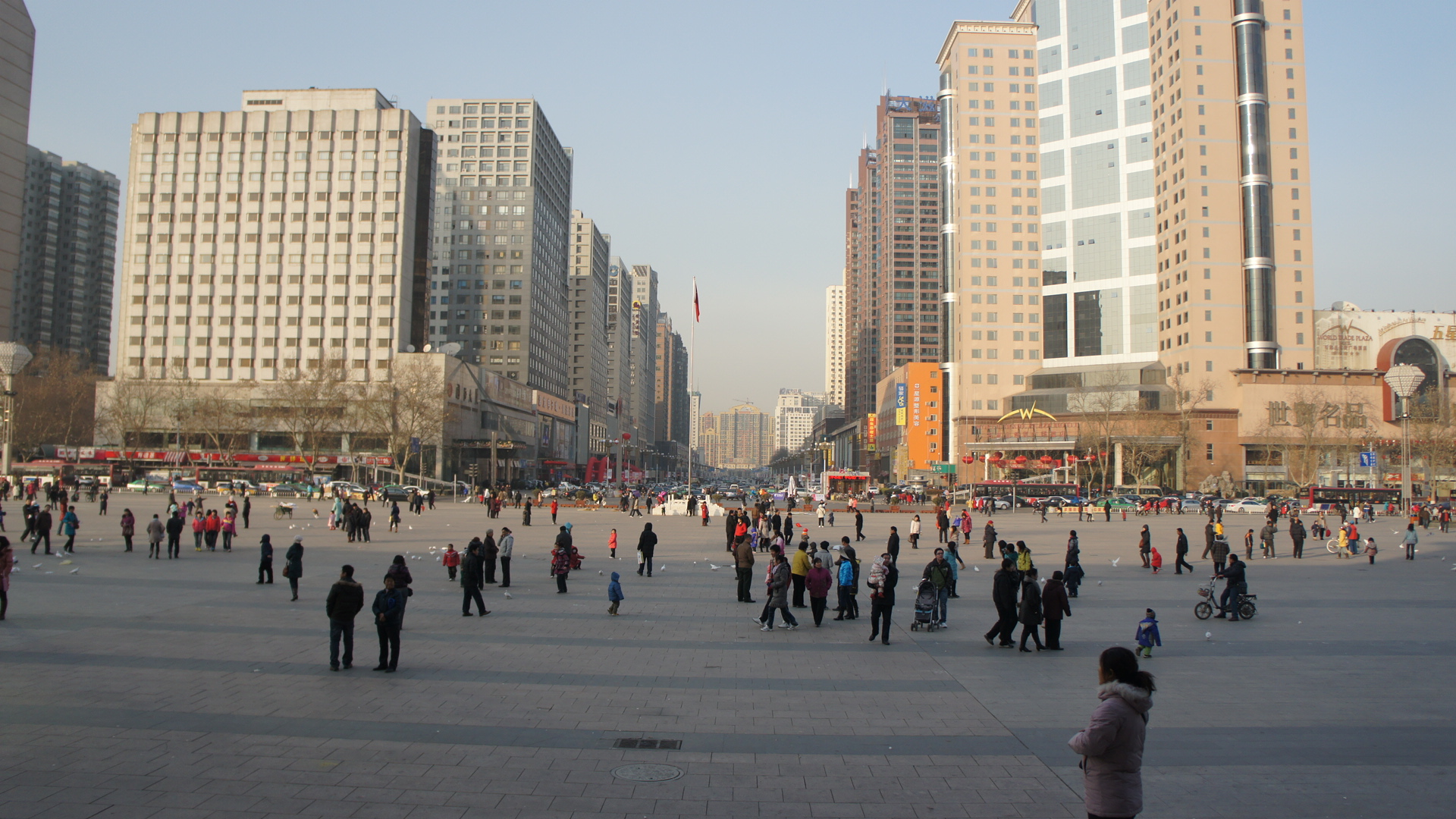
石家庄市区

中华人民共和国成立后，河北省首任省会为保定市（1949－1958）；次任省会为天津市（1958－1966）；第三任省会为保定市（1966－1968）；第四任也是现任省会为石家庄市（1968至今）。
1949年8月1日，河北省人民政府在保定成立，河北省会驻保定。1958年，由于天津市的工业发达，省会迁往天津。1966年天津重新升格为直辖市，省会迁回保定。文化大革命期间保定局势混乱以及石家庄靠近太行山便于备战，战时便于向西撤退，省会于1968年迁石家庄市至今。

### 国际友好省州（县/道）
- 美国艾奥瓦州（1983年7月22日缔结）
- 日本长野县（1983年11月11日缔结）
- 日本鳥取縣（1986年6月9日缔结）
- 義大利威尼托大区（1988年5月17日缔结）
- 比利时东佛兰德省（1991年10月4日缔结）
- 阿根廷布宜诺斯艾利斯省（1992年5月19日缔结）
- 俄羅斯列宁格勒州（1992年7月20日缔结）
- 美国密苏里州（1994年1月25日缔结）
- 忠清南道（1994年10月19日缔结）
- 法國上塞纳省（1997年2月11日缔结）
- 巴西戈亚斯州（1999年3月24日缔结）
- 希腊雅典省（2002年9月26日缔结）
- 荷蘭南荷兰省（2007年9月21日缔结）
- 京畿道（2009年6月22日缔结）
- 辛巴威西马绍纳兰省（2010年5月14日缔结）
- 德国勃兰登堡州（2015年6月3日缔结）
- 匈牙利佩斯州（2016年6月17日缔结）
- 波蘭马佐夫舍省（2016年6月17日缔结）
- 捷克南摩拉维亚州（2016年6月17日缔结）
- 捷克摩拉维亚-西里西亚州（2016年6月17日缔结）
- 加拿大新不伦瑞克省（2018年1月16日缔结）
- 法國奥弗涅-罗纳-阿尔卑斯大区（2018年11月29日缔结）
- 奈及利亞卡杜纳州（2019年5月17日缔结）
- 俄羅斯图拉州（2019年10月11日缔结）
- 塞爾維亞伏伊伏丁那自治省（2020年10月15日缔结）
- 江原道（2020年12月30日缔结）
- 白俄羅斯戈梅利州（2023年3月1日缔结）[46]

## 经济
河北省2021年的人均地区生产总值初步核算为40391.3亿元人民币。

### 工业
河北省的工业主要有煤炭、钢铁、陶瓷、电力、纺织、石油、港口、汽车、光伏产业、医药工业。邯郸市和唐山市是北方最大的两个瓷都，定州市（原定县）曾经是宋朝五大名窑之一“定瓷”的所在地（今属曲阳县），曲阳县是中国汉白玉的主要产区，安国市（原安国县）被誉为中华“药都”。河北的钢铁产量居全国第一。重组成立的河钢集团是中国最大的钢铁生产企业。其华北油田是中国重要的石油产区之一。位于石家庄的华北制药厂是中国乃至东亚最大的抗生素生产基地。位于保定的乐凯胶片厂，是目前全世界发展中国家唯一可以自行研制生产彩色胶片的厂家。长城汽车及英利光伏产业均位于保定市。

### 农业
河北省是中国农业大省，是小麦、棉花和玉米的重要产地，冀东平原盛产优质稻米。近20年畜牧业发展迅速，三河县是香港牛肉生牛的主要供应地。辛集是全国重要的皮革集散地之一。坝上的“张北马”是优良的役畜，清河是全国主要羊绒产品集散地，安国是重要的中药材市场。
水产养殖也是迅速发展的产业，除了淡水养殖，沿海养殖主要以中国特产的对虾为主。

## 交通

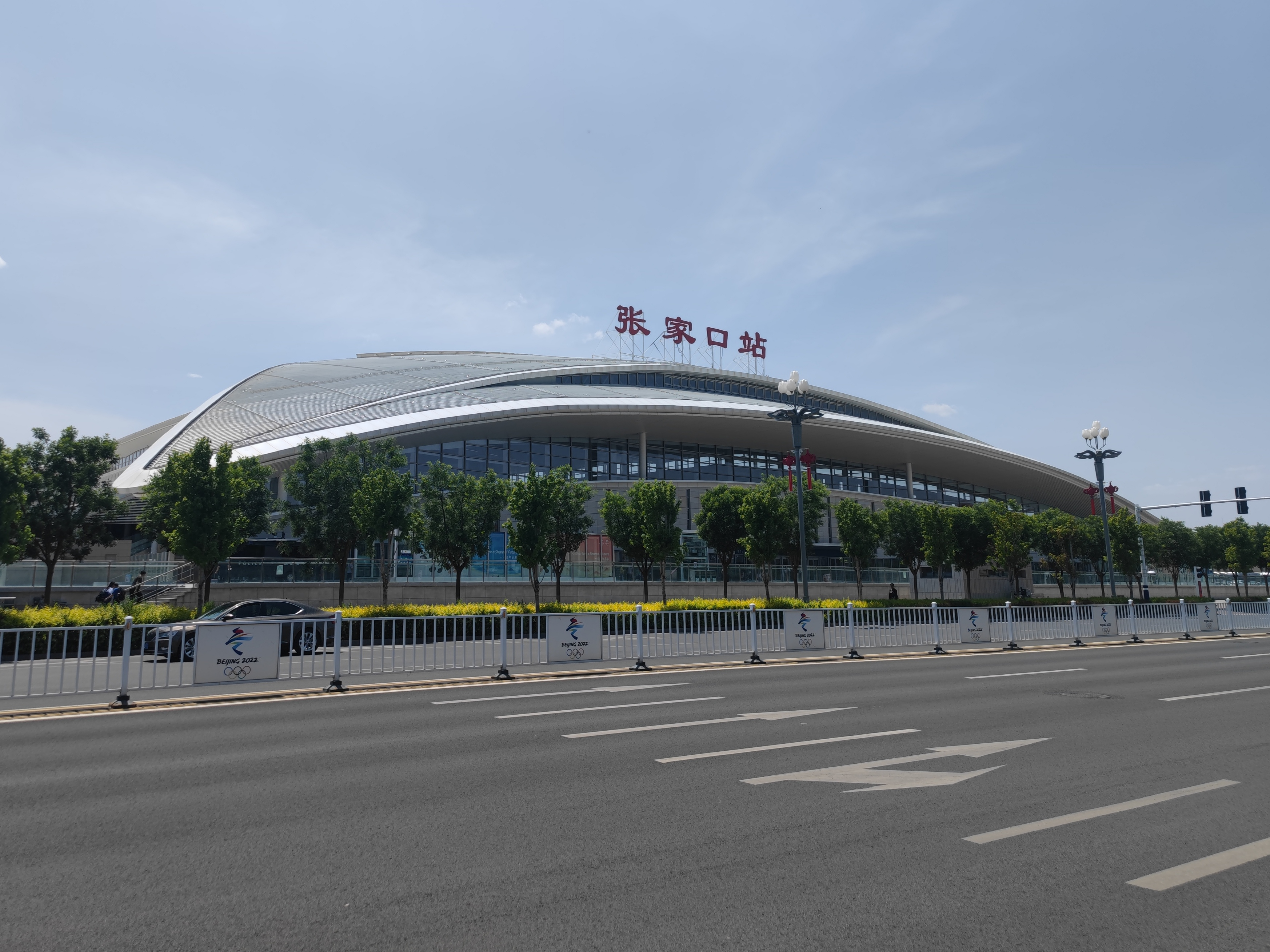
张家口站

河北省是铁路和高速公路密度最高的省份之一，是进出交通枢纽北京的要道。秦皇岛港口是中国最大的输煤港口，也是中国运量最大的货运铁路大秦铁路的终点。此外还有唐山港、黄骅港和曹妃甸港。黄骅港是朔黄铁路的终点，也是陕西、内蒙煤矿的主要输出港口。
省内石家庄、秦皇岛、邯郸、唐山、张家口、承德六个城市开通民航航线。邢台未来将会开通民航。

### 铁路
- 京广线：经过保定市、石家庄市、邢台市、邯郸市
- 京九线：经过廊坊市、衡水市、沧州市、任丘市、邢台市
- 京哈线：经过秦皇岛市、唐山市
- 京沪线：经过廊坊市、沧州市
- 京包线：经过张家口市
- 大秦线、朔黄线：是中国西煤东运的主要通道

### 航空
- 河北航空
- 北京大兴国际机场（東半部分在河北省內）
- 石家庄正定国际机场
- 唐山三女河机场
- 秦皇岛北戴河机场
- 邯郸机场
- 张家口宁远机场
- 承德普宁机场
- 邢台褡裢机场（规划）

### 公路
纵向（由北向南）：
- 京昆高速
- 京港澳高速
- 大广高速
- 京台高速津界至沧州段与 京沪高速并线
- 京沪高速、 长深高速

横向（由西向东）：
- 廊涿高速、津雄高速
- 荣乌高速
- 沧榆高速
- 黄石高速
- 衡德高速
- 青银高速

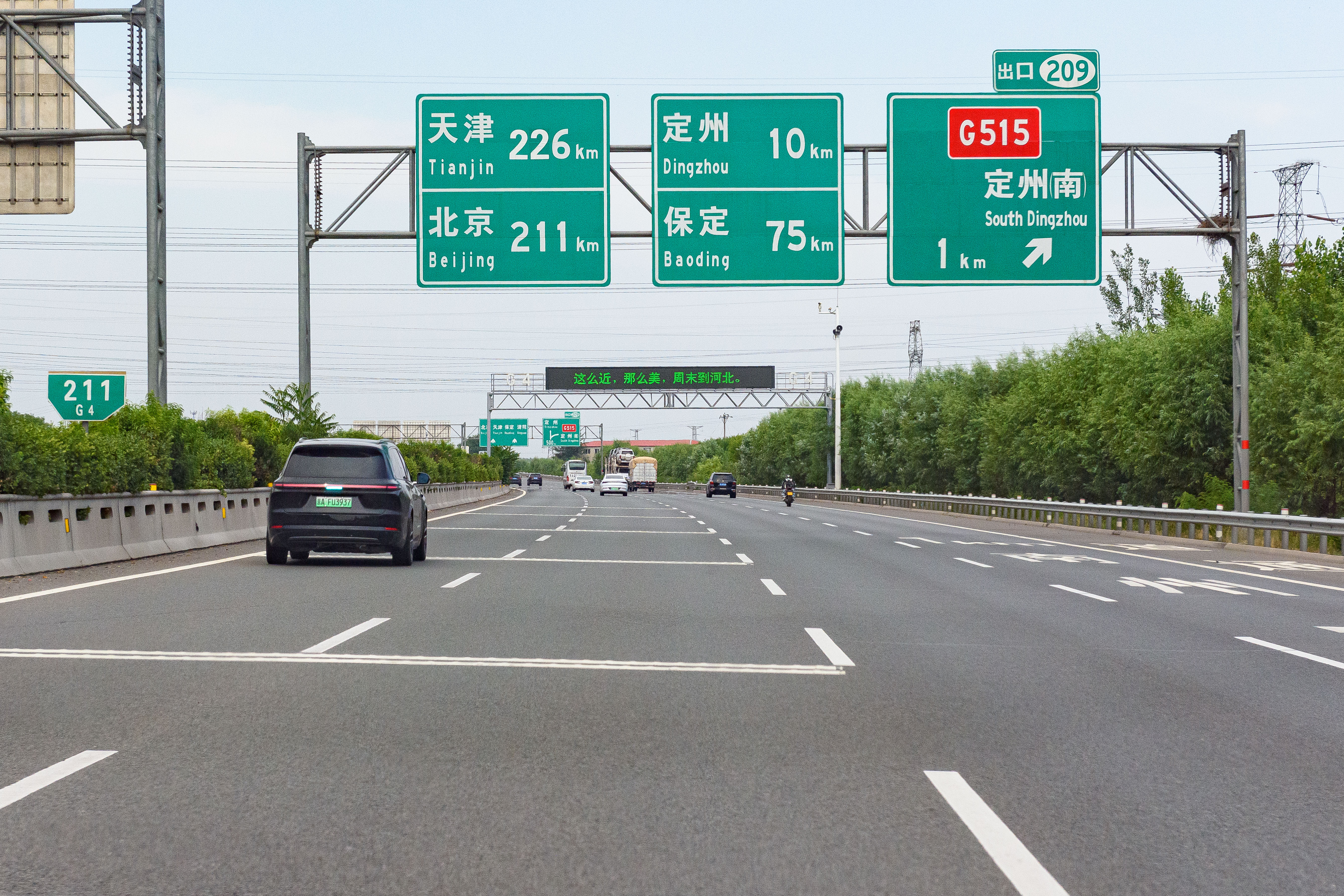
京港澳高速定州段，可见河北省文化和旅游厅2019年5月提出的「这么近，那么美，周末到河北」宣传口号

- 东吕高速（邢临高速-邢汾高速）、邢衡高速
- 青兰高速

### 城市轨道交通
石家庄地铁是河北省内首个运营的城市轨道系统，于2012年9月28日正式开工建设，2017年6月底试运行。目前运营线路有3条，分别为1号线、2号线和3号线，运营长度约76.5公里，截止2025年共规划6条线路约170公里。
北京地铁大兴机场线、22号线经过廊坊市，雄安轨道交通R1线将经过保定市和廊坊市。

## 文化

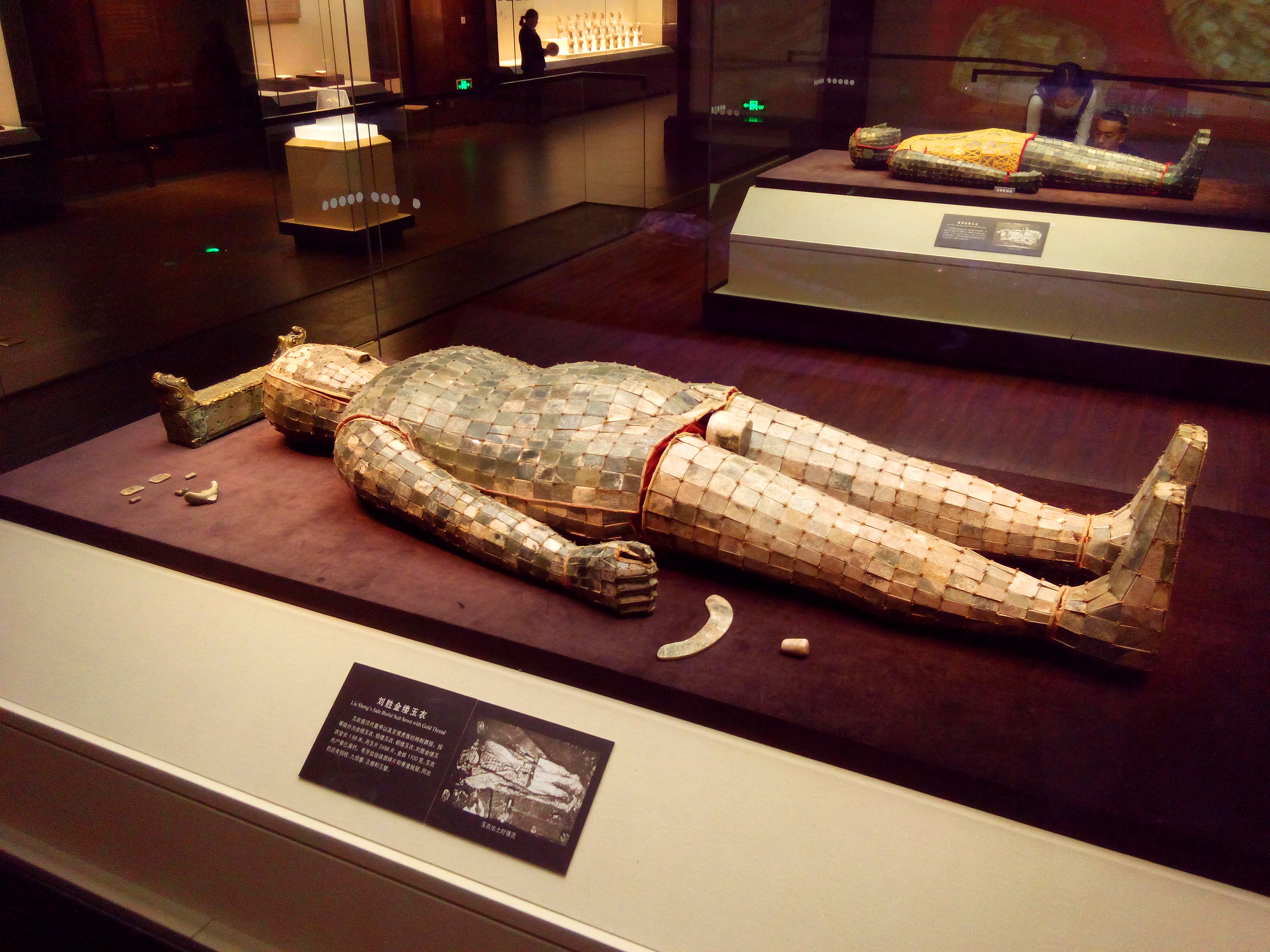
中国汉朝中山靖王刘胜的金缕玉衣，出土于满城汉墓（现藏于河北博物院）
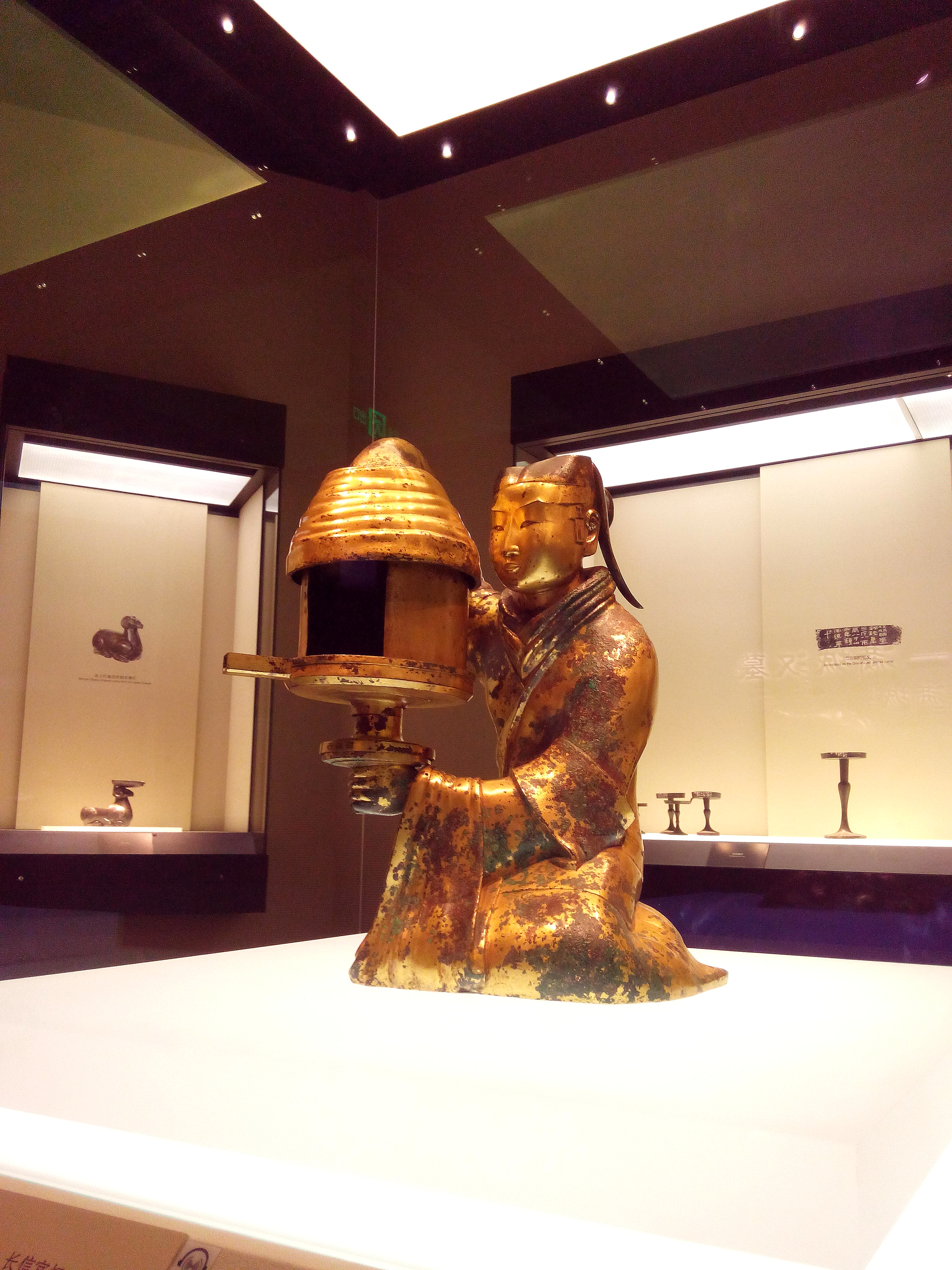
中国汉朝长信宫灯，出土于满城汉墓（现藏于河北博物院）
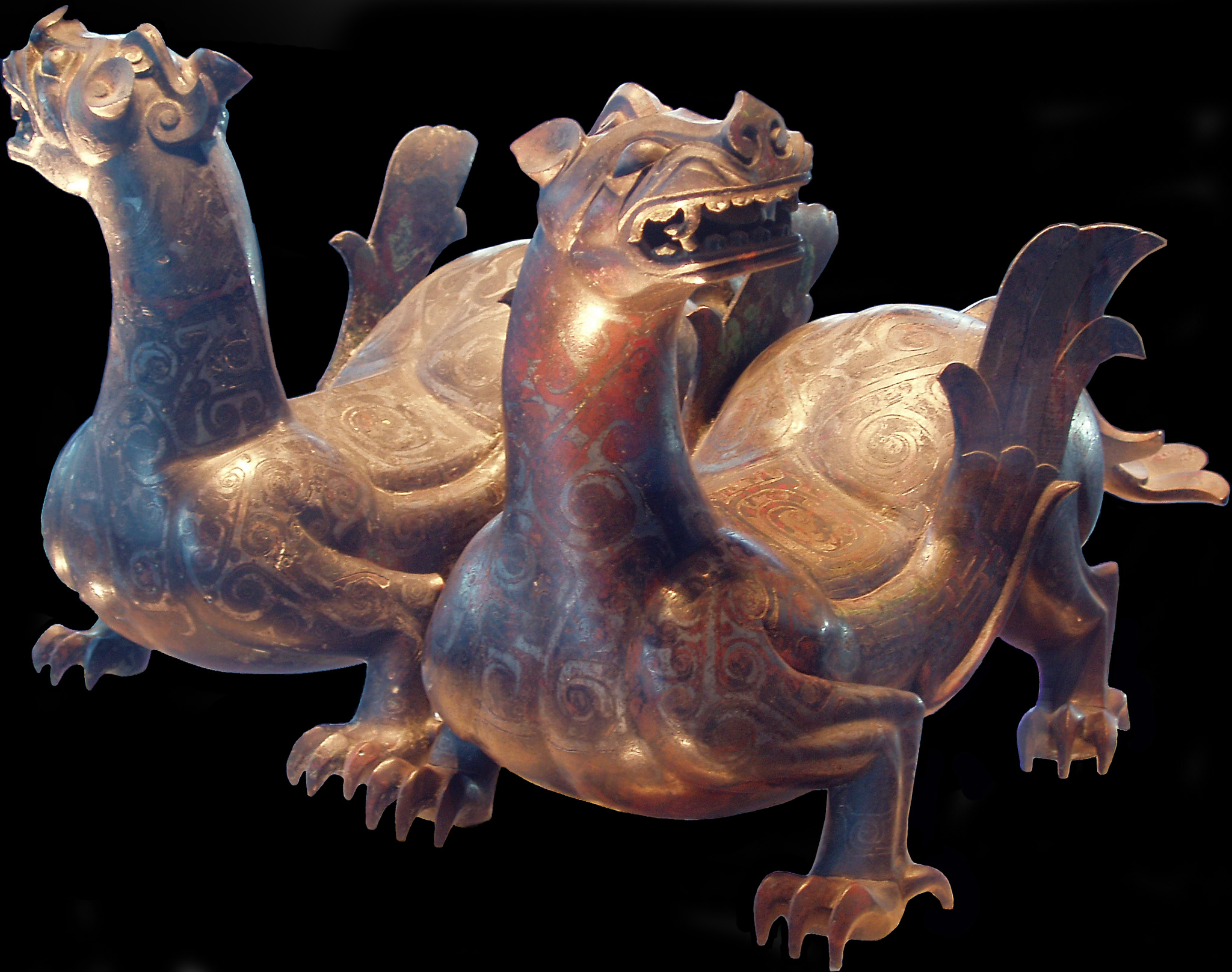
中山国文物
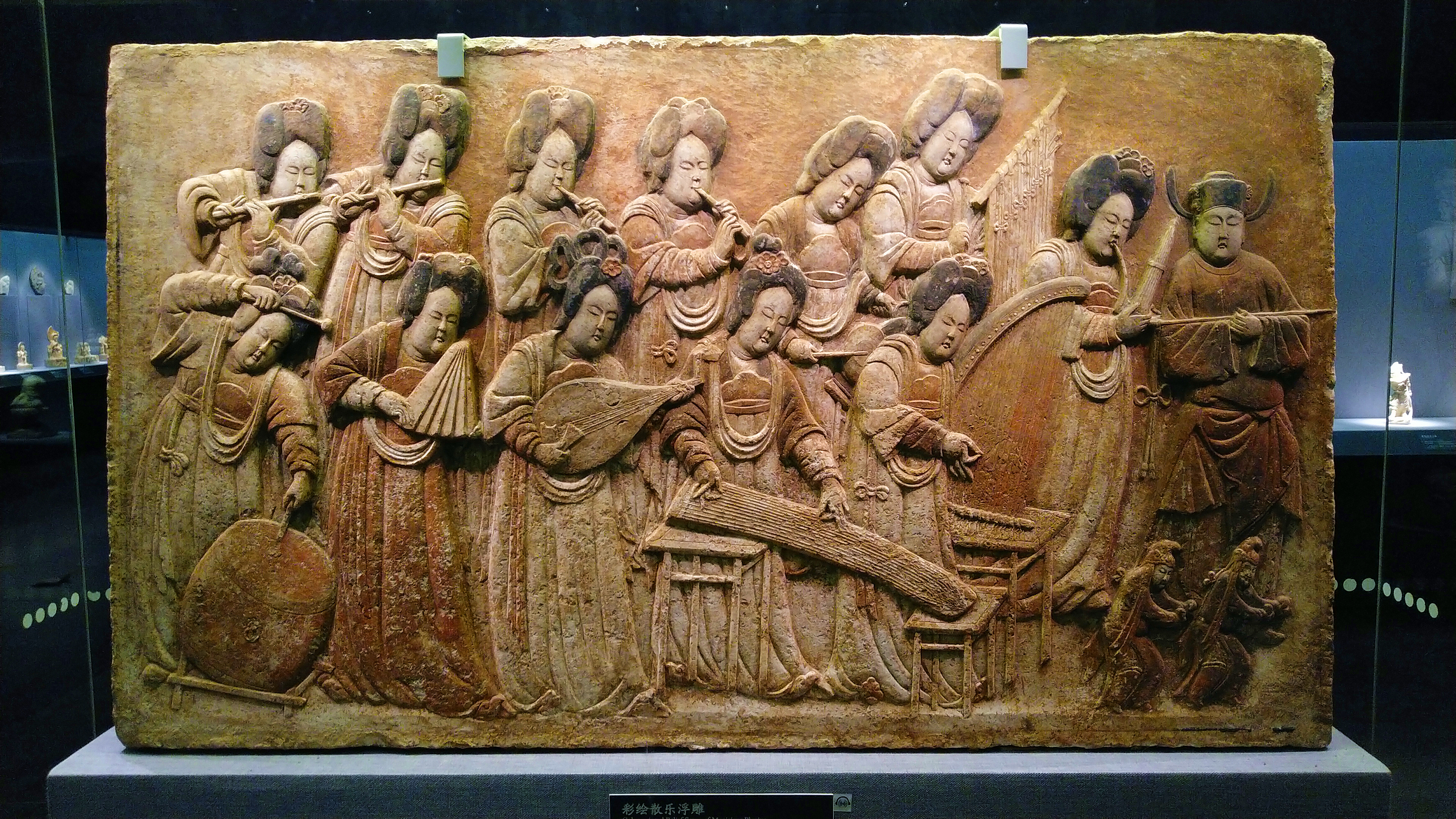
中国五代的彩绘石散乐浮雕，出土于保定市曲阳县（现藏于河北博物院）
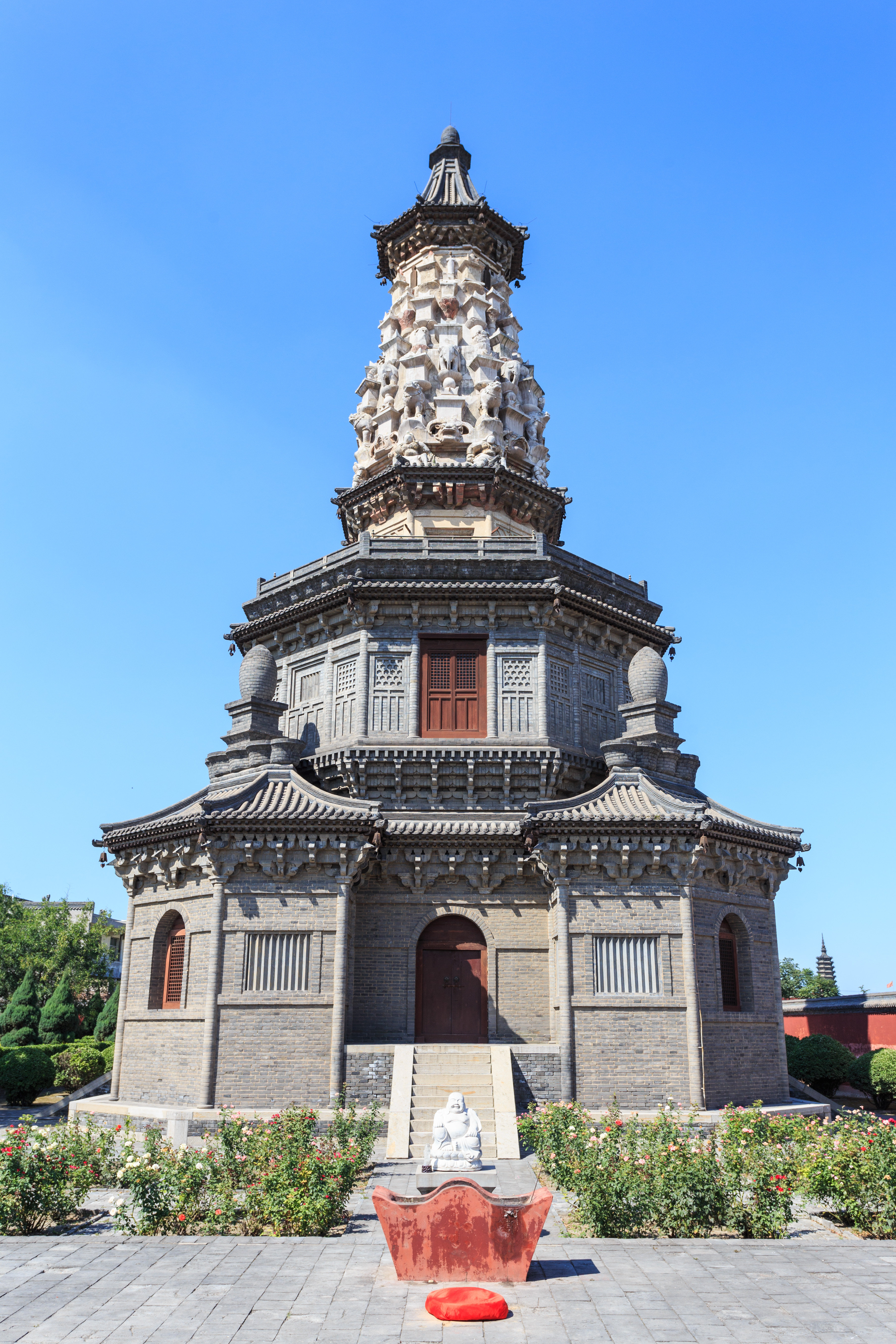
正定广惠寺华塔
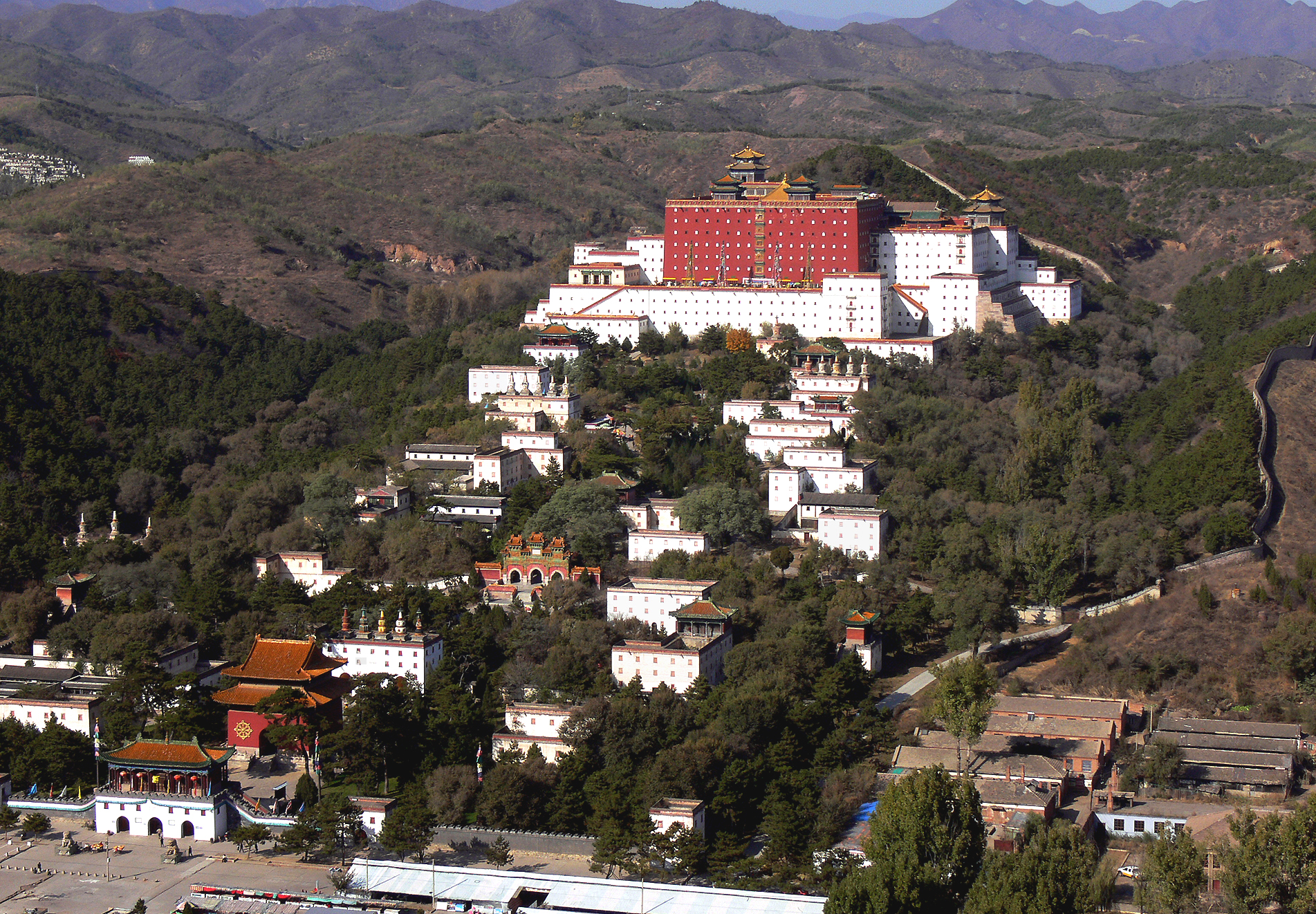
承德普陀宗乘之庙
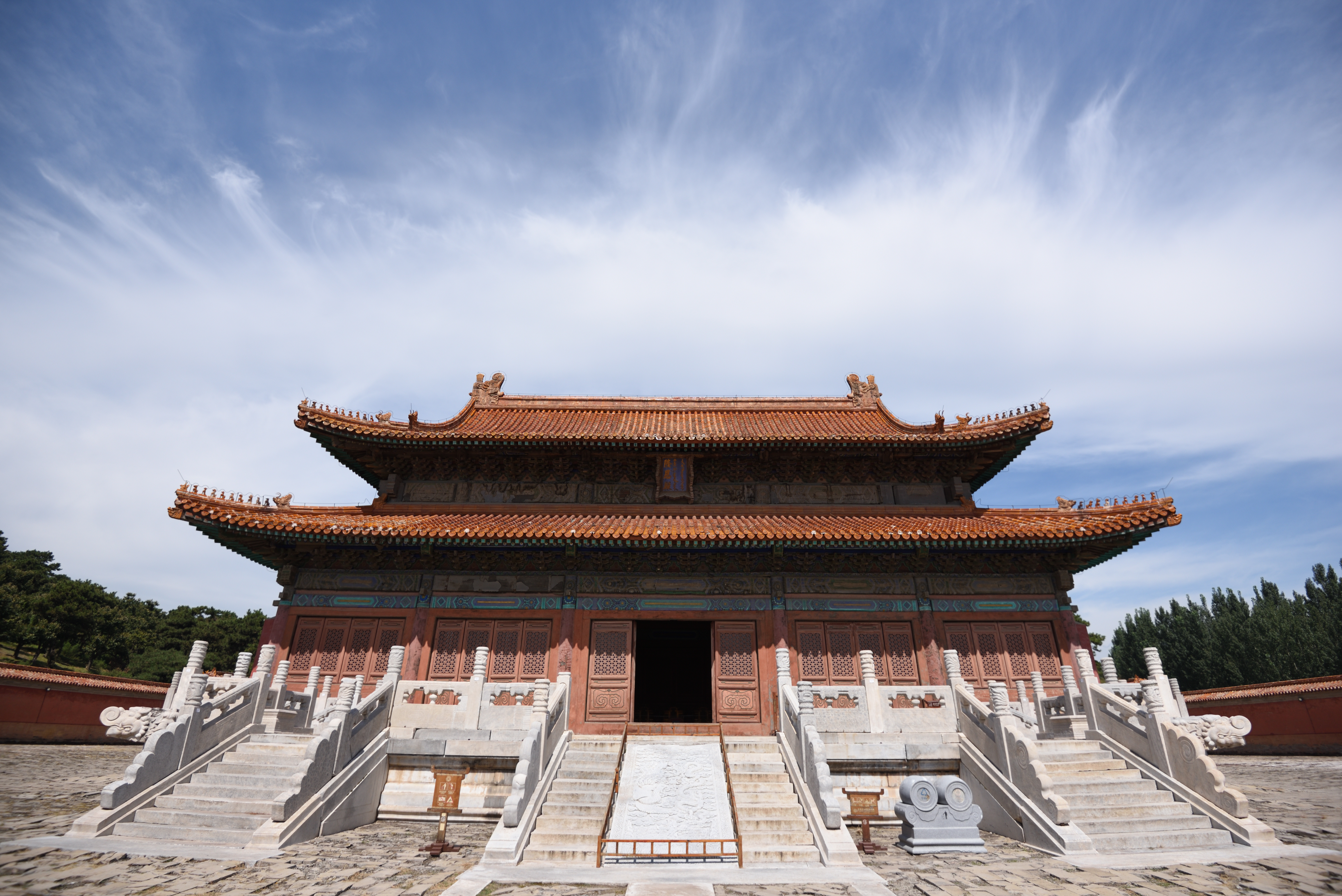
清东陵景陵
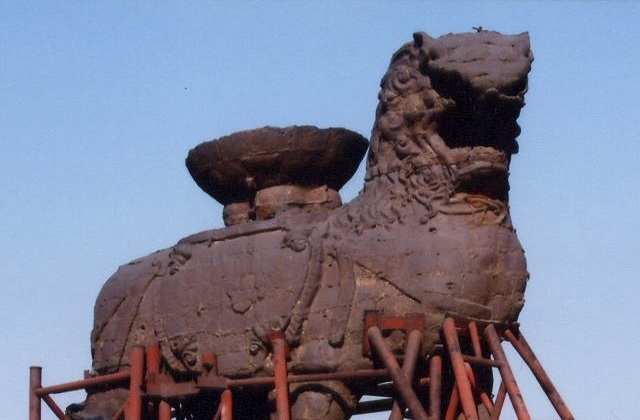
沧州铁狮子

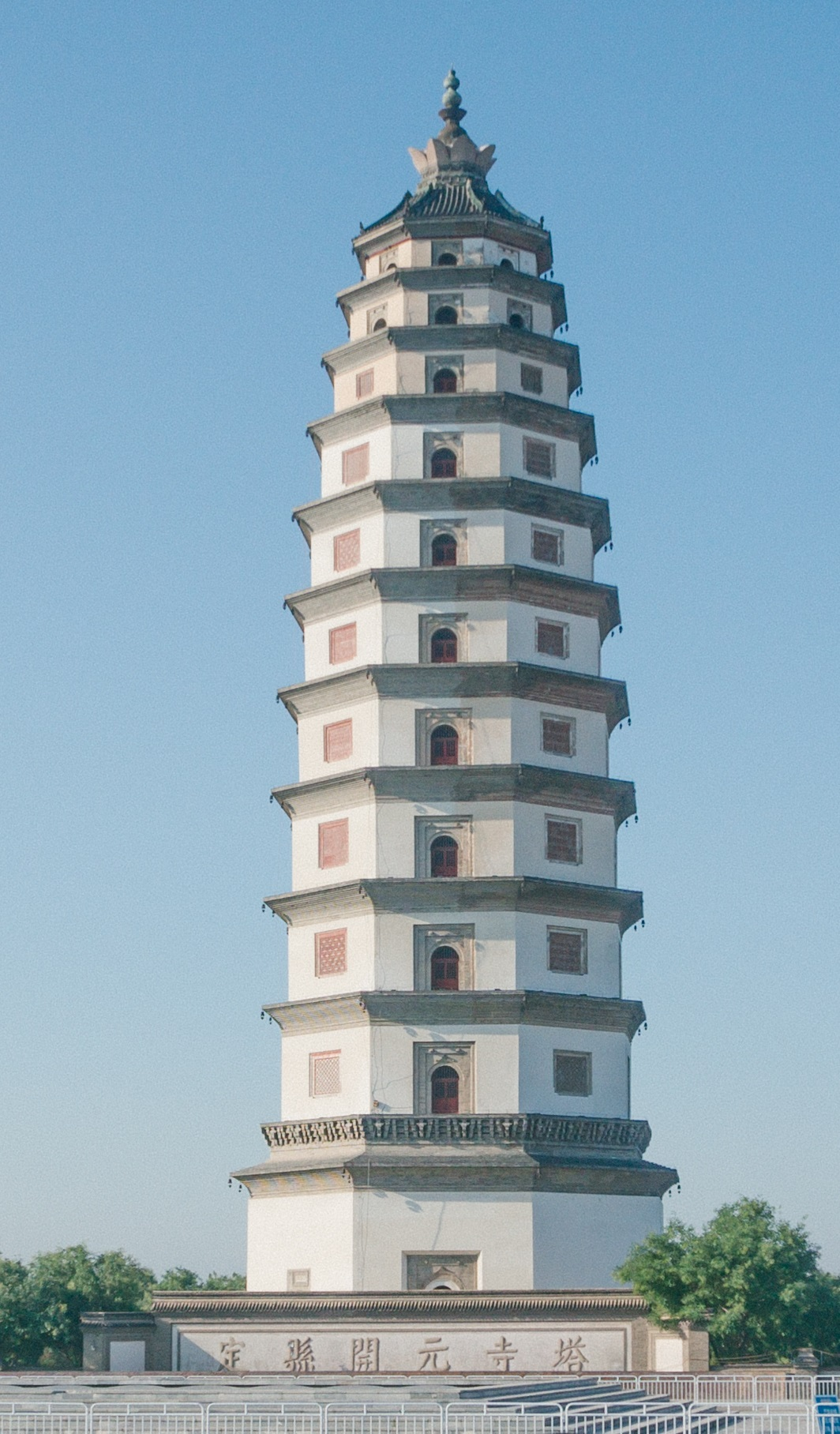
定县开元寺塔

全省共有7处国家重点风景名胜区、5座国家历史文化名城、6座省级历史文化名城、1座中国历史文化名镇、1座中国历史文化名村、165处全国重点文物保护单位（含长城和京杭大运河的河北段）、670处省级文物保护单位。
- 国家重点风景名胜区：承德避暑山庄外八庙、秦皇岛北戴河、野三坡、苍岩山、嶂石岩、西柏坡—天桂山、崆山白云洞
- 国家历史文化名城：承德、保定、正定、邯郸、山海关
- 省级历史文化名城：定州、宣化、蔚县、邢台、赵县、涿州
- 中国历史文化名镇：蔚县暖泉镇
- 中国历史文化名村：怀来县鸡鸣驿乡鸡鸣驿村

沧州和吴桥是中国的武术和杂技之乡，几乎全国所有杂技团都有吴桥人，每两年召一次“吴桥国际杂技艺术节”，有20多个国家的杂技团参加。
永年是太极拳的发源地之一，邢台是梅花拳和临清弹腿的发源地，沧州是武术之乡，是八极拳等武术重要传地；石家庄柏林禅寺、临济寺、邢台开元寺、天宁寺等是禅宗发祥地之一。此外，如秧歌、井陉拉花，丝弦、西河大鼓、武强年画等都是流传于河北的国家级非物质文化遗产。
满城汉墓是刘备的祖先中山靖王刘胜的墓，出土了中国第一身“金缕玉衣”和著名的“长信宫灯”。
河北是河北梆子和评剧的故乡。

## 教育
在该省高等院校中，河北农业大学、燕山大学、河北大学、河北工程大学、石家庄铁道大学、华北理工大学、河北师范大学为省部共建制大学，并入选中西部高校基础能力建设工程大学，河北工业大学、华北电力大学为211工程院校，河北大学还为中西部高校综合能力提升工程大学（即Z14联盟大学，又称“一省一校”或部省合建大学）。其中河北农业大学是中国建校最早的高等农业院校也是河北省建立最早的高等院校。
古代河北是中国教育最为发达的地区之一，名人辈出，乡间讲学之风盛行。范阳卢氏、博陵崔氏、清河崔氏、赵郡李氏均为名满天下的世家大族。近代以来，以唐山、天津地区为主，开办现代西学，其他如保定石家庄均有全国知名大学。
但在北京成为新中国首都、省会天津升级为直辖市后，河北高校多搬迁至北京，当地高等教育迅速没落。值得一提的是，石家庄是中国唯一既没有211也没有双一流高校的省会，河北境内也同样是全国唯一没有有211也没有双一流高校的省份。这些与河北人口资源严重相背，再加上中国高考制度存在的弊端，使得河北考生深受其影响。
由于较多的人口和较少的高考录取名额，河北高中生以内卷著称，往往当地考生需要以超出其他地区30分甚至50分的分数才能上同一所大学。河北省基础教育蓬勃发展，诞生一批如衡水中学、石家庄二中的超级中学，盛行“衡水模式”，对中国其他省份的教育也有深远影响。